# 提斯馮·歐庫班瑪利安
提斯馮·歐庫班瑪利安（Tesfom Okubamariam，1991年2月28日—）是一名厄利垂亞自行車運動員，主攻公路賽項目，現屬於沙迦車隊。他曾獲得非洲自行車錦標賽個人公路賽冠軍。

## 外部連結
- procyclingstats.com （页面存档备份，存于）